# Urajasu
Urajasu (japonsky 浦安市) je město v prefektuře Čiba v Japonsku. K roku 2018 v něm žilo bezmála 170 tisíc obyvatel.

## Poloha a doprava
Urajasu leží na severním pobřeží Tokijského zálivu na západním okraji prefektury Čiby. Na severu hraničí s Ičikawou ve stejné prefektuře, na západě přes hraniční řeku Edo s Edogawou v prefektuře Tokio.
Přes Urajasu prochází železniční trať z tokijské Čijody do Čiby, na které provozuje vlaky Východojaponská železniční společnost. V severním cípu města je také stejnojmenná stanice na trati Tózai tokijského metra.

## Dějiny
Město Urajasu vzniklo 1. dubna 1981 a skládá se díky tomu ze dvou přirozených center: původní rybářské vesnice a nového města.

### Rodáci
- Keidži Tamada (* 1980), fotbalista
- Ičiko Aoba (* 1990), písničkářka